# Nyasa Big Bullets FC
Der Nyasa Big Bullets Football Club ist ein malawischer Fußballverein aus Blantyre. Aktuell (Stand Mai 2024) spielt der Verein in der ersten Liga.
Der Verein ist auch unter den Namen Bata Bullets, Total Big Bullets und  Bakili Bullets bekannt.

## Namenshistorie
| Jahr         | Ereignis                                                          |
| ------------ | ----------------------------------------------------------------- |
| 1967         | Gründung als Big Bullets Football Club                            |
| 2016         | Umbenennung in Nyasa Big Bullets Football Club                    |
| 2. März 2023 | Umbenennung in First Capital Bank Nyasa Big Bullets Football Club |

## Erfolge
- Super League

Meister: 1986, 1991, 1992, 1999, 2000, 2001, 2002, 2003, 2004, 2005, 2014, 2015, 2018, 2019, 2020/21, 2022, 2023
Vizemeister: 2008, 2012/13, 2016, 2017
- Malawi FAM Cup: 2022, 2023

- Castle Cup (Malawi): 1969, 1970, 1973, 1975

- Kamuzu Cup: 1974, 1975, 1979, 1980, 1981, 1983, 1986

- 555 Challenge Cup: 1990

- Embassy Trophy: 2003

- Chombe Tea: 1998, 1999

- Carlsberg Cup: 2002, 2014, 2017

- Tutulane Charity Cup: 2007

- Carlsberg Charity Cup: 2012

- Presidential Cup: 2012, 2016

- Chifundo Charity Shield: 2016, 2017, 2018, 2019

- CECAFA Club Cup: 2021

## Stadion

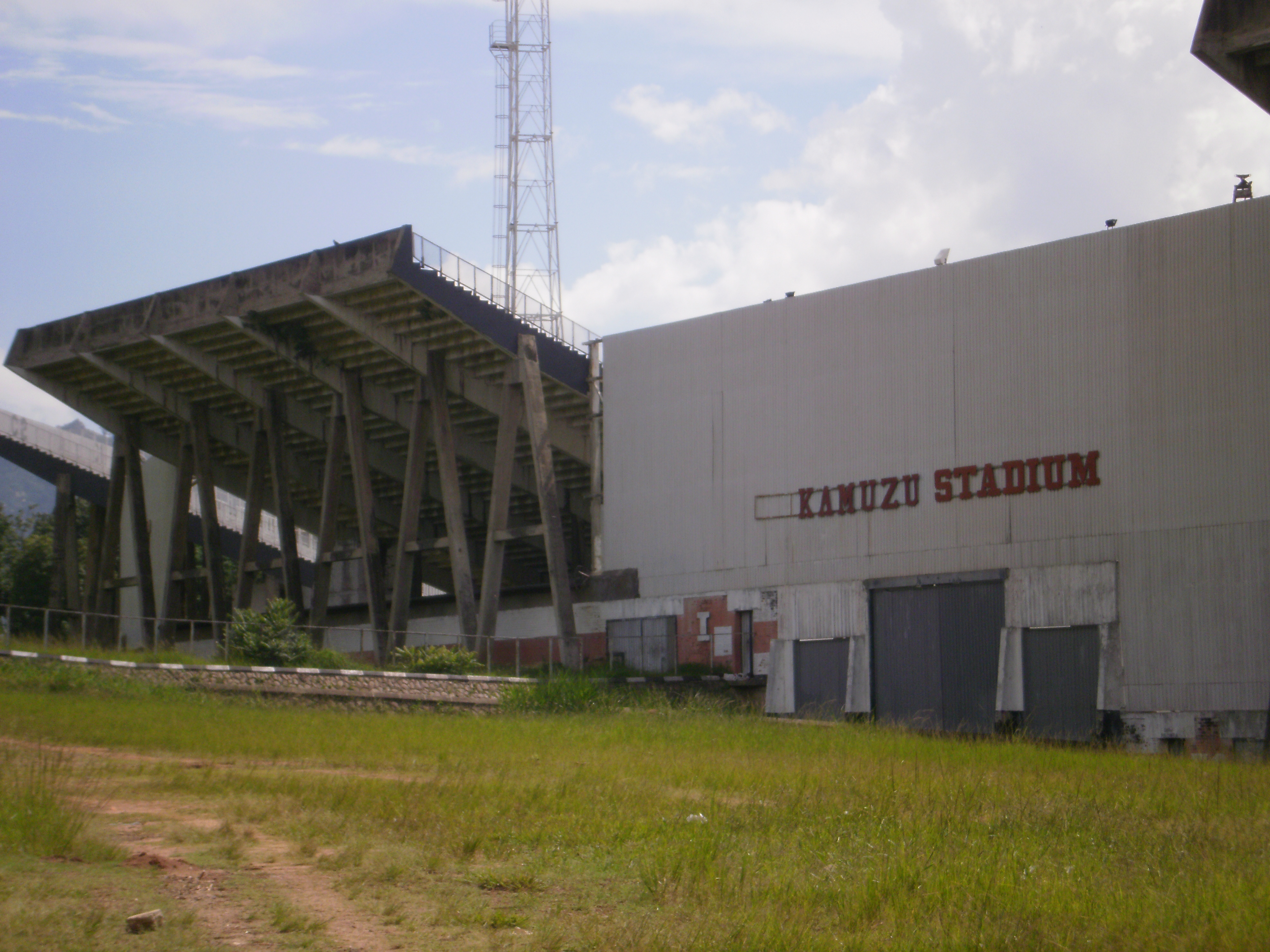
Kamuzu Stadium

Der Verein trägt seine Heimspiele im Kamuzu-Stadion in Blantyre aus. Das Stadion hat ein Fassungsvermögen von 65.000 Personen.

## Trainer
| Trainer              | Nation   | von               | bis               |
| -------------------- | -------- | ----------------- | ----------------- |
| Ramadhan Nsanzurwimo | Burundi  | 1. Juli 1997      | 30. Juni 2001     |
| Kinnah Phiri         | Malawi   | 1. Januar 2004    | 31. Dezember 2005 |
| Edington Ng'onamo    | Malawi   | 1. Juli 2012      | 8. März 2013      |
| Edington Ng'onamo    | Malawi   | 1. Juli 2013      |                   |
| Callisto Pasuwa      | Simbabwe | 1. September 2021 |                   |